# Sagittarydy
Sagittarydy – słaby rój meteorów, którego radiant znajduje się w gwiazdozbiorze Strzelca. Promieniuje od 1 czerwca do 15 lipca. Maksimum meteorów przypada na 19 czerwca. Od roku 2007, decyzją International Meteor Organization Sagittarydy przestały być wyróżniane jako osobny rój i zostały włączone do umownego roju meteorów okołoekliptycznych, nazwanego Antyhelion.